# Atriadops aruanus
Atriadops aruanus är en tvåvingeart som beskrevs av Paramonov 1953. Atriadops aruanus ingår i släktet Atriadops och familjen Nemestrinidae.
Artens utbredningsområde är Moluckerna. Inga underarter finns listade i Catalogue of Life.